# Гусев, Николай Фёдорович (Герой Социалистического Труда)
Николай Фёдорович Гусев (20 марта 1932 года — 17 декабря 2016 года) — передовик советской электронной промышленности, шлифовщик завода «Алмаз» Министерства электронной промышленности СССР, гор. Саратов, Герой Социалистического Труда (1971).

## Биография
Родился в 1932 году в селе Верхний Кушум Ершовского района Саратовской области в крестьянской семье. Русский. Окончил 7 классов сельской школы.
Трудовую деятельность начал в посёлке Горный Краснопартизанского района Саратовской области. Работал плотником, столяром. С 1953 по 1958 годы проходил срочную службу в пограничных частях Советской Армии на Чёрном море.
После демобилизации обосновался в городе Саратове. Поступил на работу шлифовщиком на завод «Алмаз». Совершенствовал мастерство, постоянно выдавал продукцию высокого качества. Внедрил множество рационализаторских предложений. Член КПСС с 1968 года.
Указом Президиума Верховного Совета СССР от 26 апреля 1971 года за выдающиеся заслуги при выполнении пятилетнего, создании новой техники и развитии электронной промышленности Николаю Фёдоровичу Гусеву было присвоено звание Героя Социалистического Труда с вручением ордена Ленина и медали «Серп и Молот».
На предприятии проработал 44 года. Вышел на заслуженный отдых в 2002 году.
Избирался депутатом районного и городского Советов депутатов.
Последние годы жизни проживал в городе Саратове. Умер 17 декабря 2016 года. Похоронен на новом Елшанском кладбище города Саратова.

## Награды
- золотая звезда «Серп и Молот» (26.04.1971)
- орден Ленина (26.04.1971)
- Орден Трудовой Славы III степени (29.03.1976)
- другие медали.